# Ліндергоф

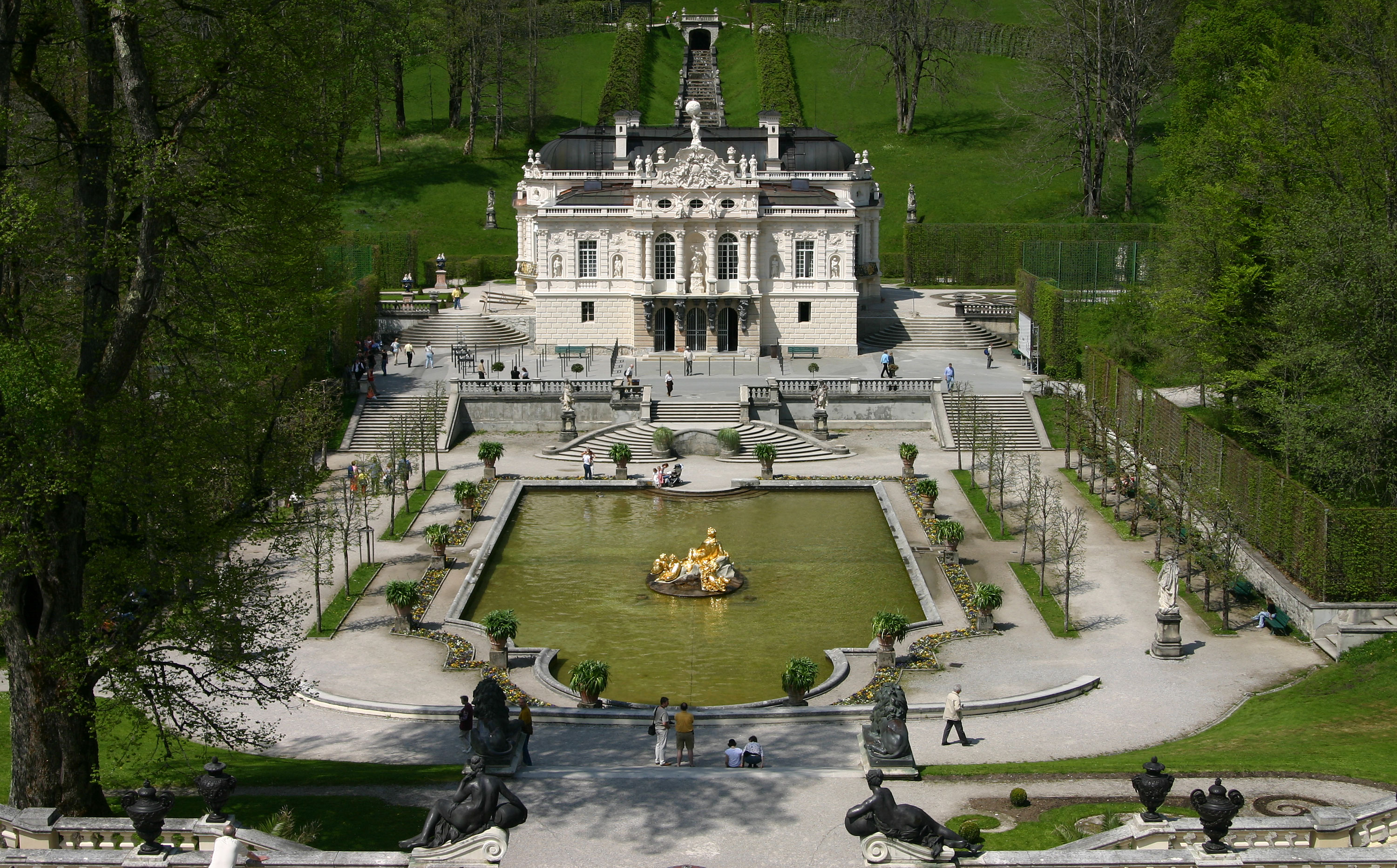

Ліндергоф (нім. Linderhof) — невеликий замок (палац), побудований за 20 км від замку Нойшванштайн в стилі необароко. Разом з необароковим парком став одним з найкращих комплексів в історичному стилі в Німеччині і Західній Європі в XIX столітті.

## Історія побудови

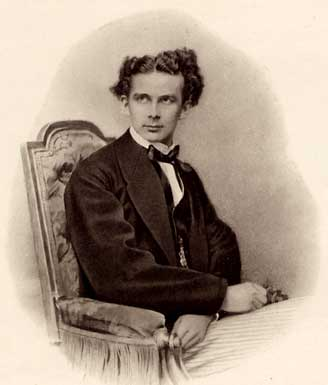
Король Баварії Людвіг ІІ

Колись ці землі належали монастиреві Етталь. У монастиря їх придбав король Баварії Максиміліан ІІ. Близькість гір і дичини спричинили будівництво будиночка, що слугував для відпочинків під час королівських полювань.

### Палац
На місцевість звернув увагу син Максиміліана ІІ, принц Людвіґ. Він і розпочав будівництво замку в історичному стилі. На відміну від замку Нойшванштайн, де переважали форми і образи германського середньовіччя, в Ліндергофі переважали форми фламандського і ранішнього французького бароко (колони з муфтами, руст першого поверху, активне використання скульптур тощо). Будівництво тривало у 1869—1886 рр.
Людвіґ II (король Баварії) захоплювався в будівництвом, а в архітектурних проектах надавав перевагу гігантоманії. Але комплекс Ліндергоф став винятком і зберігав привітність і невеликі розміри улюбленої резиденції.
Палац будували частинами, поки різні об'єми не набули П-подібної конфігурації. Пізніше внутрішній двір відокремили ще одним корпусом і палац набув компактної сучасної форми (архітектори Георг Дольман і Юліус Гофман).

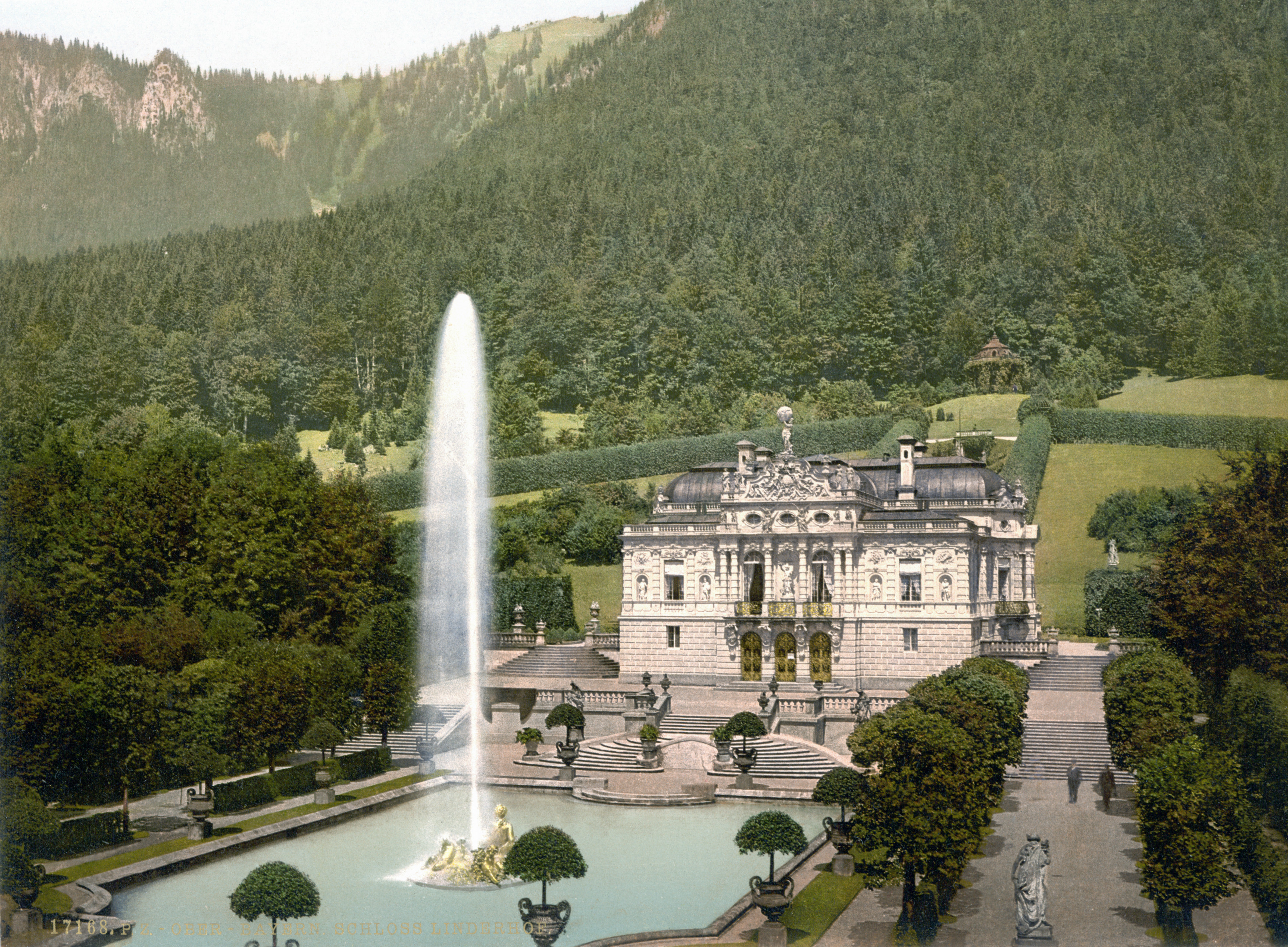
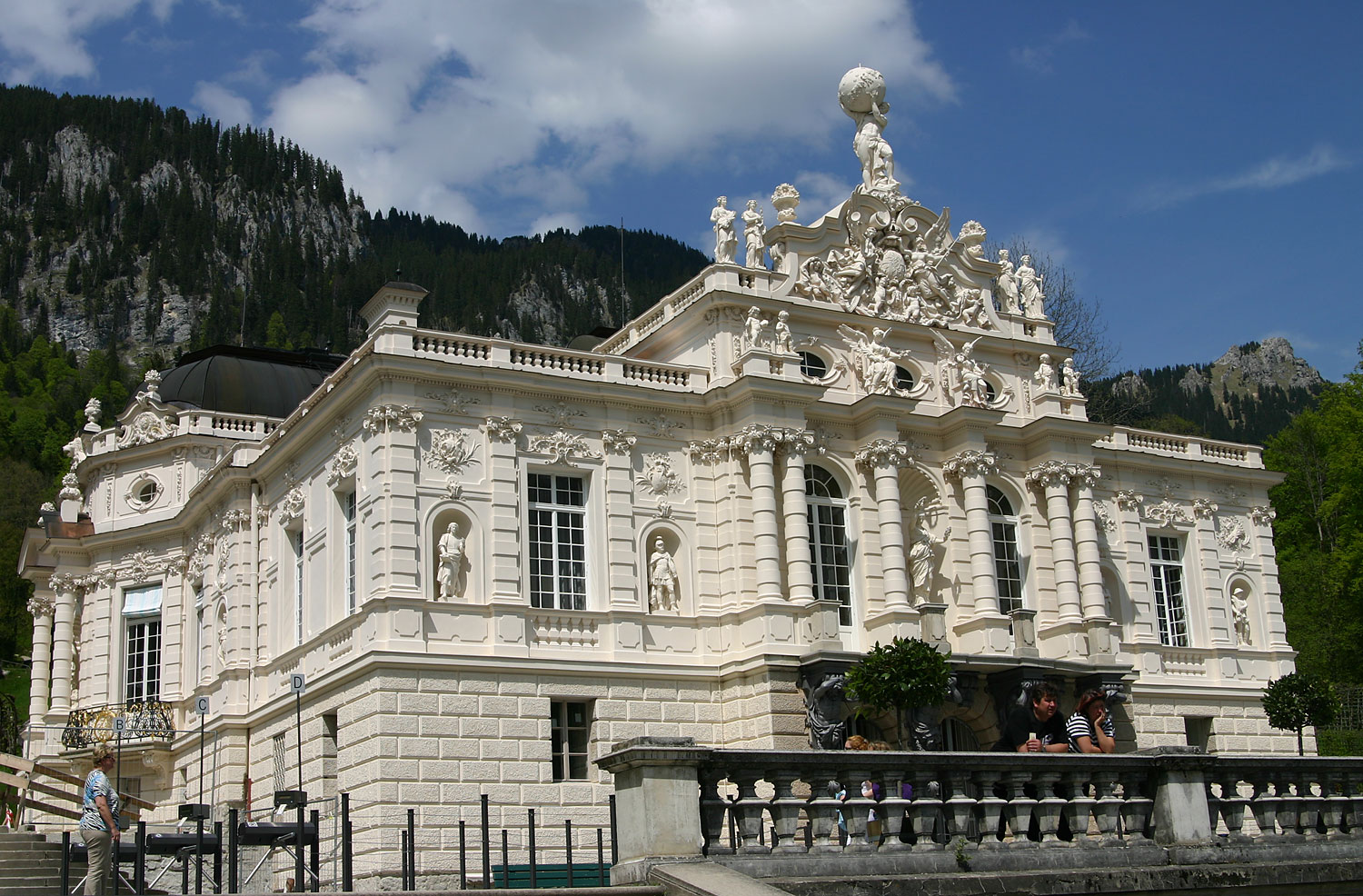
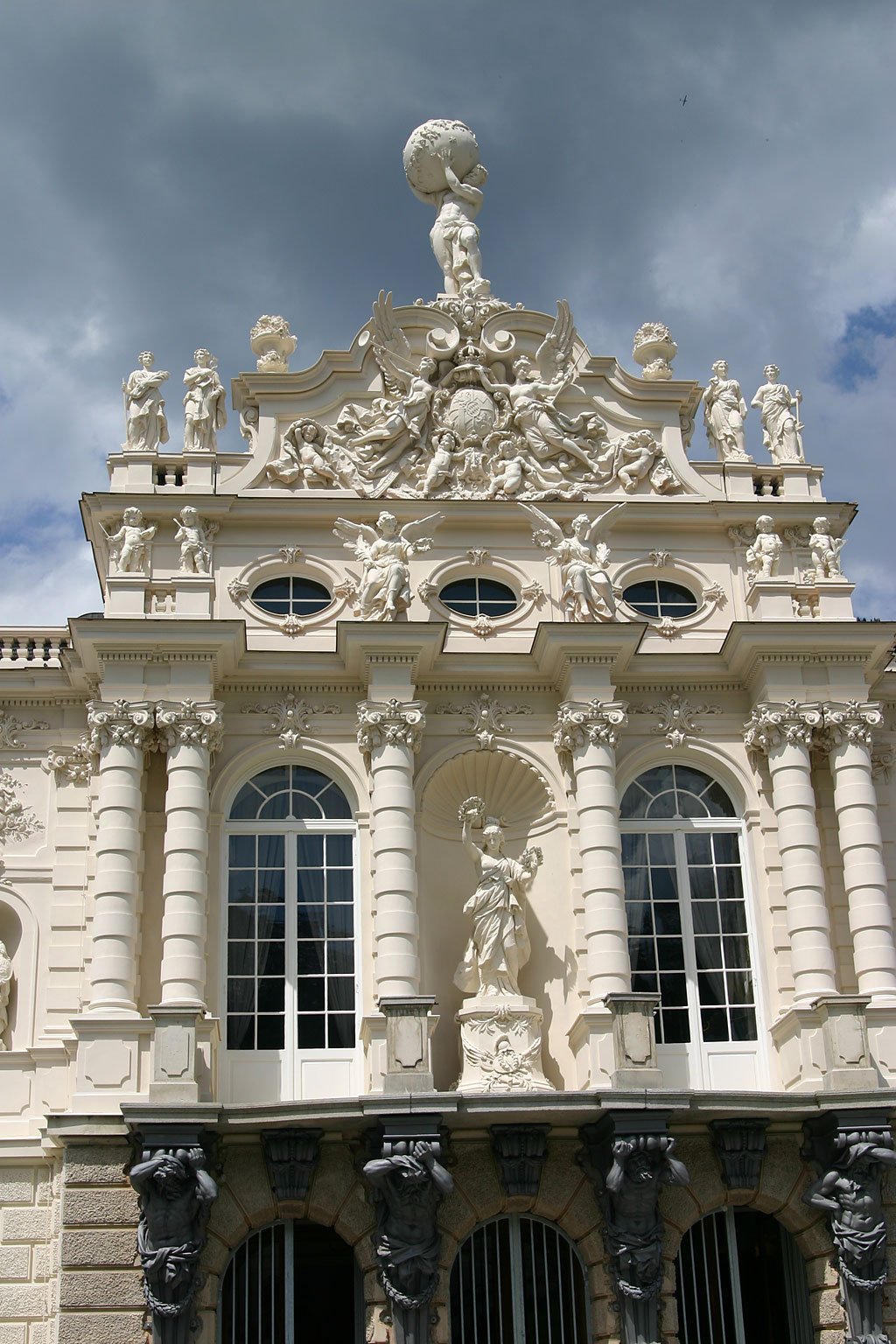

### Необароковий сад

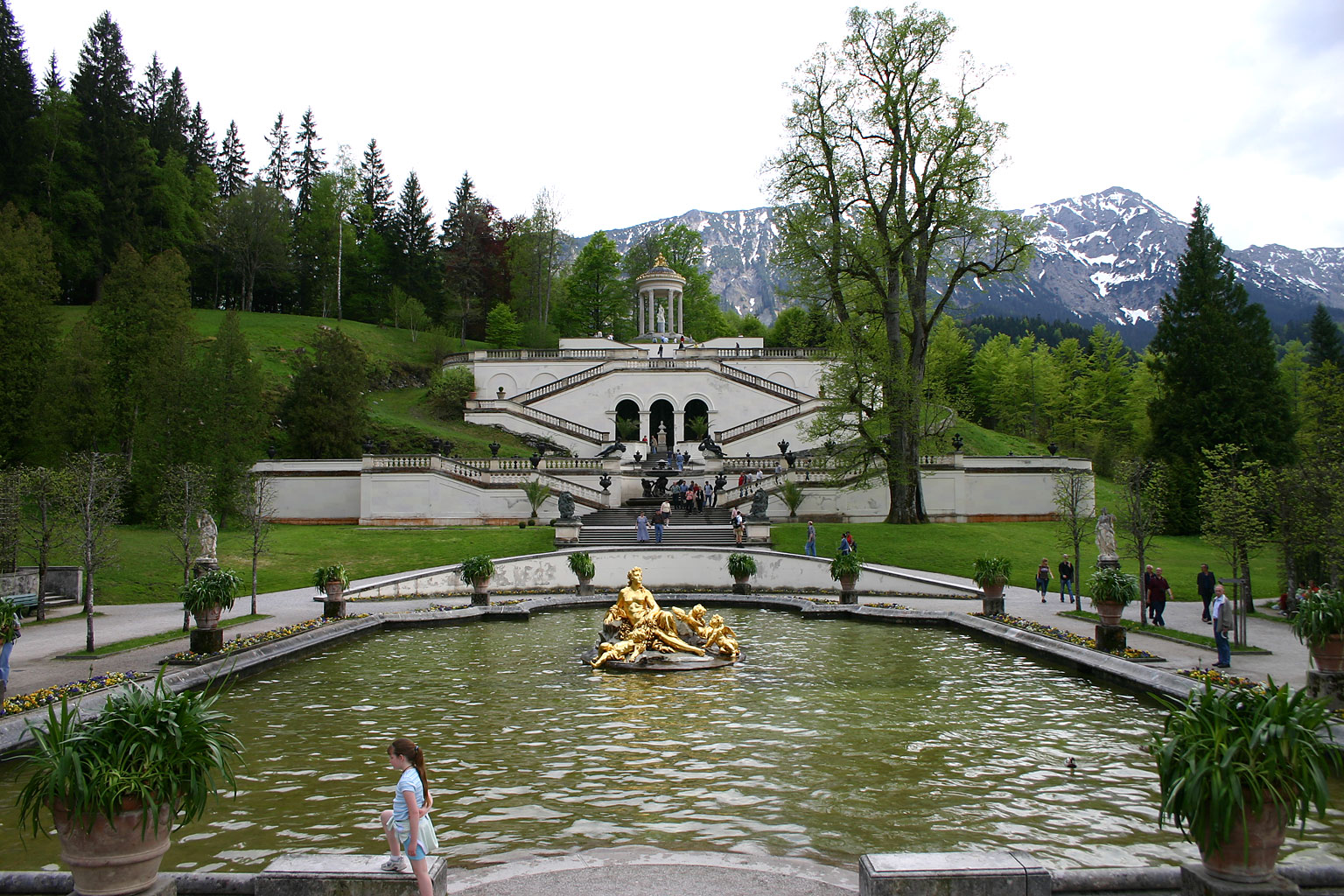
Басейн з фонтаном Венери, вдалині альтанка.

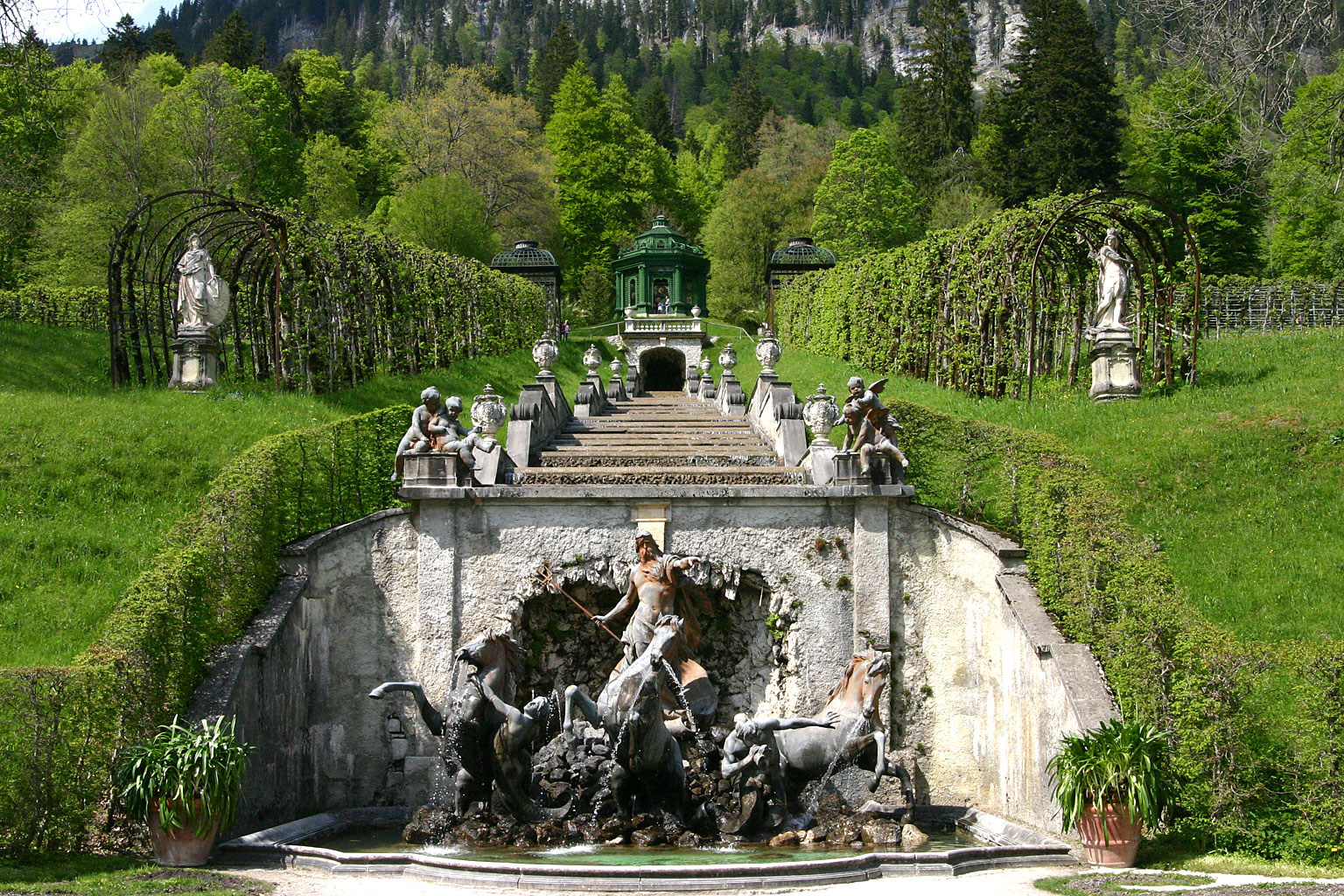
Каскад і басейн Нептуна

Рівновартісним високим якостям палацу став і необароковий сад, що мав форму хреста. В перехресті його ділянок і розташовано палац і басейн з фонтаном попереду. Струмені фонтану в басейні сягають на 22 метри заввишки, фонтан прикрашають позолочені фігури Венери і Амурів. Венері присвячені також альтанка і розкішний грот. Природний гірський струмок використали для утворення невеликого барокового каскаду, що закінчується скульптурою Нептуна на колісниці з морськими кіньми. Балюстради, вистрижені кущі, ритм скульптур — ніби перенесені в цей сад з гравюр Франції XVII століття. Необароковий сад повільно переходить у пейзажний зі звивистими стежками і екзотичними павільйонами, один з яких в турецькому стилі.

### Грот Венери

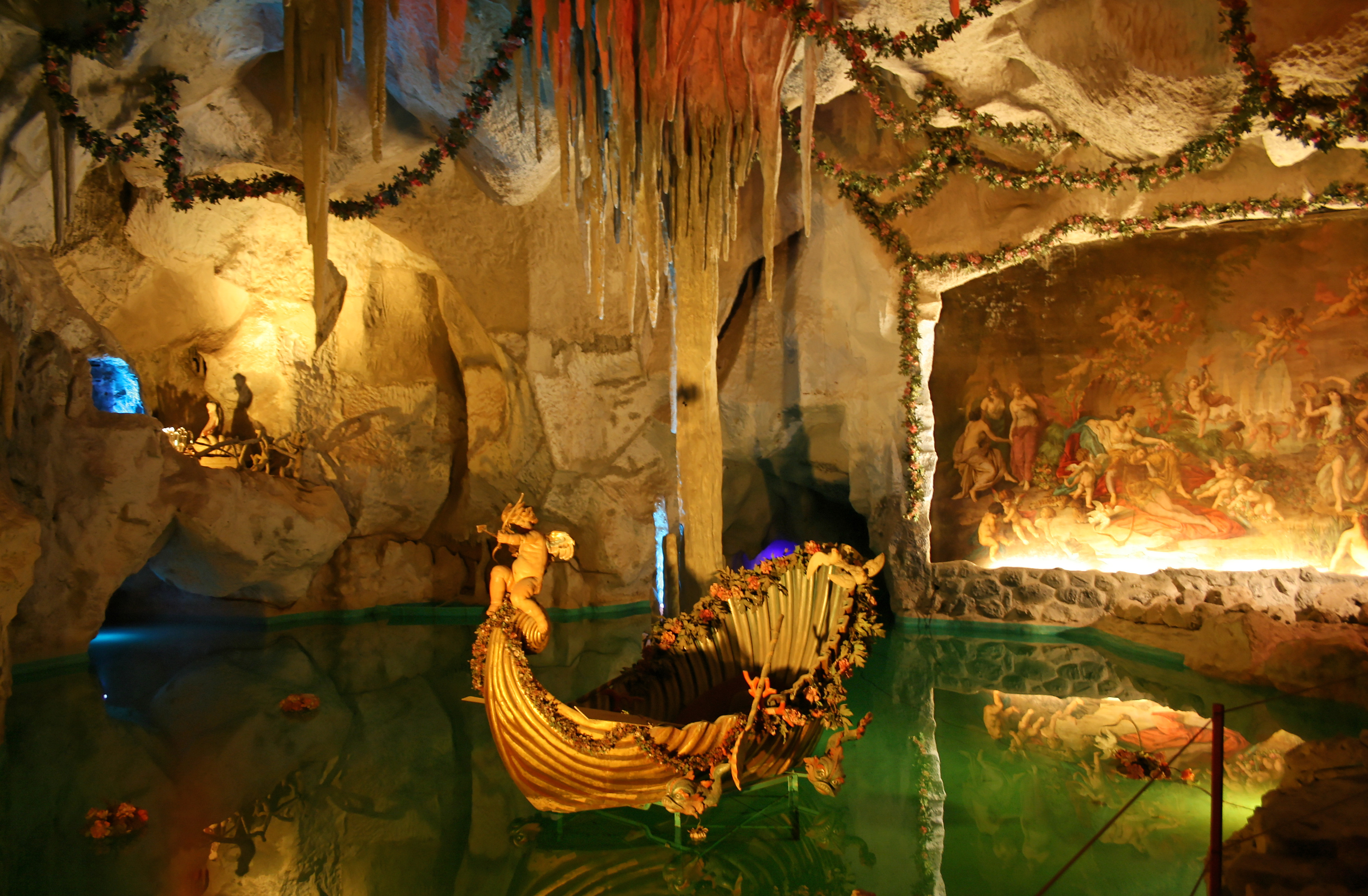
Грот Венери зі сценою і штучним озером

Риси небаченої пишноти і винятковості мав Грот Венери. Він побудований за проектом архітектора Августа Діриґля. Грот не мав звичної підлоги, її замінили штучним озером. Це була театральна зала зі сценою, яку використовували для опер Вагнера. Глядачі або самотній король слухали музику, перебуваючи в човні під склепіннями гроту, що сягали 10 метрів. До опер у гроті Венери залучали найкращих оперних співаків з Мюнхена. Грот дивував також штучним освітленням ліхтарями з кольоровим склом, які крутив один з перших електричних двигунів у Німеччині.
Дивацькі забави короля, постійна гра в середньовіччя чи історичні епохи викликали осуд і зневажливе прізвисько — Божевільний Людвіґ.

## Інтер'єри палацу

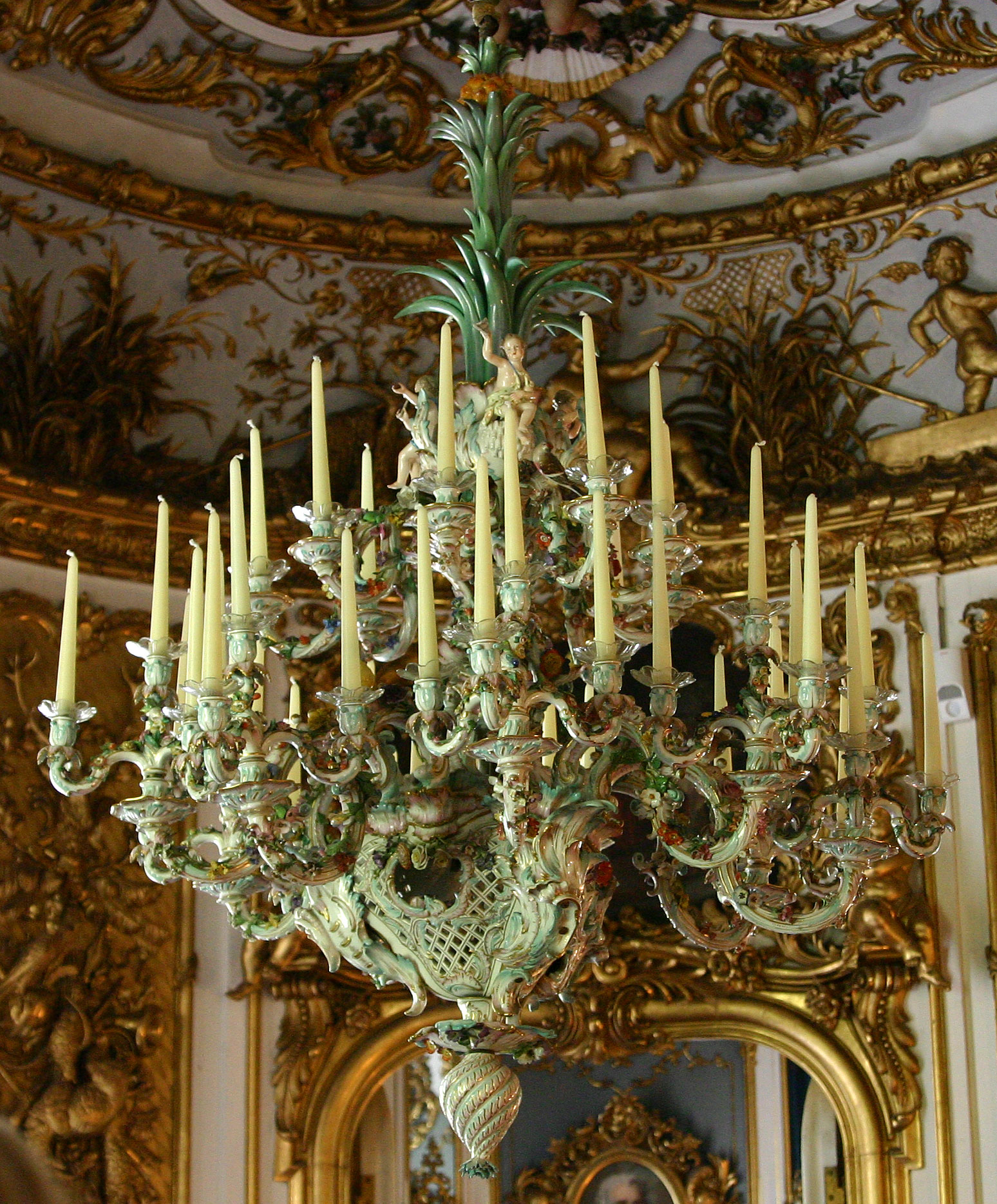
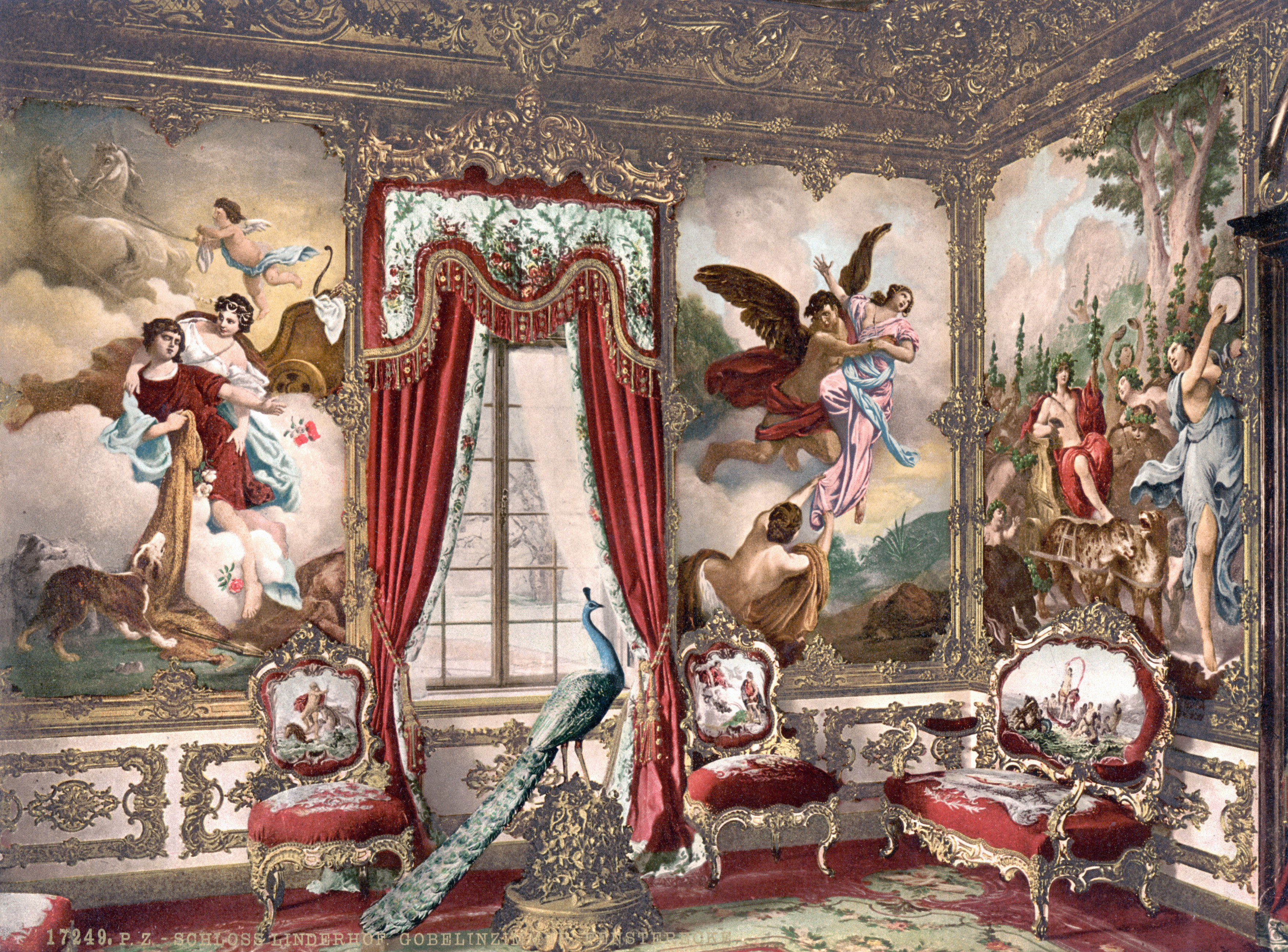
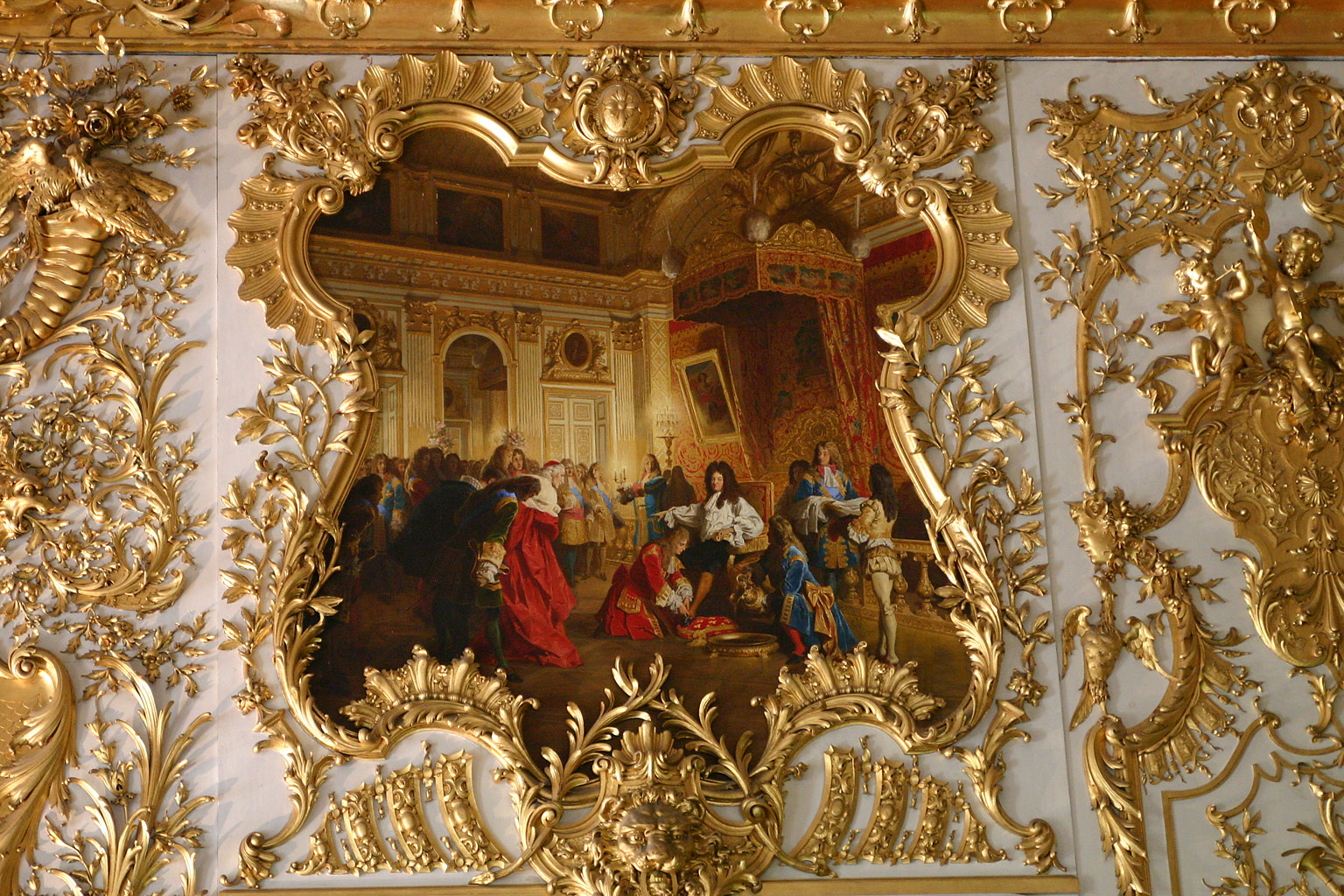

Враховуючи численні перебудови, замок має доволі складну, але симетричну структуру. На верхньому поверсі, де було житло короля, є дві великі зали обабіч сходів, чотири підковоподібні кабінети, одна велика овальна обідньо-робоча кімната, дзеркальна зала та кімната гобеленів. У північному крилі найбільшою є велика спальня, у південному — дзеркальна зала. Всі кімнати обставлені і декоровані в стилі неорококо; практично кожна стіна та кожна поверхня має на собі якийсь елемент декору. Мармурові скульптури стоять поряд із позолоченими меблями, а килими межують з фресками, кришталевими люстрами і дрібними орнаментами. Оскільки король Баварії бажав досягти пишноти Людовика XIV, то в інтер'єрах палацу Ліндергоф він цього досяг. Їдальня замку, на догоду замилуванням короля, була обладнана «чарівним столиком» з казки «Столику, накрийся!», тобто столик за допомогою механізму спускався поверхом нижче на кухню та підіймався вже накритим, так що король міг споживати страви без присутності обслуги.